# Мы — семья Пиплз
«Мы — семья Пиплз» (англ. Peeples) — американская комедия 2013 года производства студии Lionsgate автора сценария и режиссёра Тины Гордон Чизм и сопродюсера Тайлера Перри. В главных ролях — Крэйг Робинсон и Керри Вашингтон. 
Премьера состоялась 10 мая 2013 года в Канаде и США. Показ фильма закончился 13 июня 2013 года.

## Сюжет
Уэйд Уолкер (Крэйг Робинсон) отправляется в богатый район восточного побережья Хэмптона, где семья его любимой девушки отмечает ежегодный праздник «Моби Дика». Цель его визита проста — получив наставничество от собственного брата Криса (Малкольм Барретт), он решается сделать предложение руки и сердца своей ненаглядной Грейс (Керри Вашингтон). И хотя он далеко не голубых кровей, но искренне любит девушку. По прибытии он теряет свой бумажник, а после за ним гонится по всему саду собака Пиплзов. Уэйд уверен, что когда семья находится в сборе, лучше всего сделать то, за чем они приехал. Он очень хочет понравиться, но всё его путешествие превращается в одно забавное приключение. Со временем он узнаёт о семье любимой много интересного: отец семейства Вирджил (Дэвид Алан Грир) является местным федеральным судьёй; мама Дафна (С. Эпата Меркерсон) в прошлом профессиональная певица, а теперь выздоравливающий алкоголик; брат Саймон (Тайлер Джеймс Уильямс) слегка тормозной подросток, к тому же возомнивший себя музыкантом R. Kelly; сестра Глория (Кали Хоук) горит желанием стать тележурналистом и встречается со своим «оператором» Мэг (Кимри Льюис-Дэвис). Прежде чем делать предложение Грейс, Уэйд должен получить место в этой слегка ненормальной семье…

## В ролях
- Крэйг Робинсон — Уэйд Уолкер
- Керри Вашингтон — Грейс Пиплз
- Дэвид Алан Грир — Вирджил Пиплз
- С. Эпата Меркерсон — Дафна Пиплз
- Тайлер Джеймс Уильямс — Саймон Пиплз
- Мелвин Ван Пиблз — бабушка
- Дайан Кэрролл — Нана Пиплз
- Кали Хоук — Глория Пиплз
- Кимри Льюис-Дэвис — Мэг
- Малкольм Барретт — Крис Уолкер

## Интересные факты
- Слоган фильма — «Она происходит из хорошей семьи»
- Тина Гордон Чизм впервые дебютирует в режиссуре, прежде занимаясь написанием сценариев («Барабанная дрожь», «Вне закона»)
- Съёмки картины начались в ноябре 2010 года и проходили в штате Коннектикут, США. Сам фильм вышел в прокат спустя три года
- В своем знаменитом романе «Моби Дик», Герман Мелвилл упоминает гавань, которая призвала сценариста Тину Гордон Чизм выдумать праздник «Моби Дик» — мероприятие, когда вымышленный город собирается вместе, чтобы почтить Мелвилла и благословить рыбаков для улова в будущем году. Для того, чтобы снять сцены праздника, потребовалось около ста пятидесяти статистов[7]
- Керри Вашингтон и Дэвид Алан Грир играли ранее в пьесе на Бродвее под названием «RACE», а в 2006 году снимались в комедии «Шалун»
- Создатели фильма нашли существующий дом в Коннектикуте и использовали его в качестве поместья семейства Пиплз
- Исполнительный продюсер Стивен Брэй написал для картины несколько композиций, включая «Speak It (Don’t Leak It!)», «Turn You On», и «Drawers on the Floor», которые были исполнены некоторыми из актёров съёмочной группы
- Лицам, не достигшим 13 лет, просмотр не желателен[8]

## Критика и отзывы
Фильм получил в основном негативные отзывы, заработав 35 % голосов на Rotten Tomatoes. Фильм характеризуется как «теплый, любезный фарс, который предлагает немного посмеяться, но в целом падает вниз и зря старается донести до зрителя послание»

## Саундтрек
Саундтрек был выпущен компанией «Lakeshore Records» 7 мая 2013 года и включает в себя шесть композиций:
- Крейг Робинсон — «Speak It (Don’t Leak It!)»
- Тайлер Джеймс Уильямс & Alfonzania Law — «Drawers on the Floor»
- Maxayn Lewis — «Turn You On»
- Аарон Зигман — «Sweat Lodge»
- Аарон Зигман — «Run Chickens Run»
- Крейг Робинсон, Дэвид Алан Григ & Maxayn Lewis — «Speak It (Don’t Leak It!)»

## Награды и номинации
- «Teen Choice Awards» (2013) — номинация в категориях «Лучшая комедия», «Лучший комедийный актёр» (Крейг Робинсон), «Лучшая комедийная актриса» (Керри Вашингтон)

## Кассовые сборы
Фильм собрал в первый уик-энд $ 4 611 534 и занял четвёртую строчку рейтинга после «Железного человека 3», «Великого Гэтсби» и «Кровью и потом: Анаболики». В общей сложности «Мы — семья Пиплз» собрали $ 9 177 065. Это самый низкий показатель для фильмов Тайлера Перри.

## Мировой релиз
Фильм вышел на DVD и Blu-Ray 10 сентября 2013 года. Издания включают три короткометражки, в том числе комментарии режиссёра и продюсера фильма, интервью с актёрами. Кроме этого, в издание включены смешные моменты и неудавшиеся дубли. Кроме Канады и США фильм нигде больше не демонстрировался.